# Окретај завртња (филм)
Окретај завртња (енгл. The Turning) амерички је хорор филм из 2020. године, у режији Флорије Сигизмонди, по сценарију Керија и Чада Хејза. Модерна је адаптација новеле Окретај завртња Хенрија Џејмса. Главне улоге глуме: Макензи Дејвис, Фин Вулфхард, Бруклин Принс и Џоели Ричардсон. Прати младу гувернанту из 1994. године која је ангажована да чува двоје деце након што су им родитељи убијени.
У марту 2016. започео је развој филма, описан као пројекат страсти за Стивена Спилберга, који је желео да поново ради на хорор филму. Адаптација је прошла кроз две фазе продукције: прво као Преклетство у режији Хуана Карлоса Фреснадиља, затим као Окретај у режији Сигизмондијеве. Снимање се одвијало од фебруара до априла 2018. године у Бреју, у Републици Ирској.
Премијерно је приказан 23. јануара 2020. године у Лос Анђелесу, док је 24. јануара пуштен у биоскопе у САД, односно 30. јануара у Србији. Добио је изузетно негативне рецензије критичара и остварио комерцијални неуспех, зарадивши само 19,4 милиона долара широм света наспрам буџета од 14 милиона долара.

## Радња
Када млада дадиља добије понуду да брине о двоје деце која су остала сирочад након смрти родитеља, наизглед сасвим једноставан посао почиње да открива мрачне тајне.

## Улоге
| Глумац          | Улога           |
| --------------- | --------------- |
| Макензи Дејвис  | Кејт Мандел     |
| Фин Вулфхард    | Мајлс Ферчајлд  |
| Бруклин Принс   | Флора Ферчајлд  |
| Џоели Ричардсон | Дарла Мадел     |
| Барбара Мартен  | госпођа Гроус   |
| Марк Хуберман   | Берт            |
| Нил Грег Фултон | Питер Квинт     |
| Дена Томсен     | госпођица Џесел |
| Ким Адис        | Роуз            |
| Карен Иган      | Ненси           |
| Дарлин Гар      | Холи            |